# Place au cinéma
Place au Cinéma est une émission de télévision française créée en 2016, consacrée au cinéma avec la diffusion de films culte et d'auteurs. Dominique Besnehard présente pendant deux minutes le sujet du film et des anecdotes pour donner envie au téléspectateur de (re)voir le film qui suit. Elle est diffusée tous les lundis soir, à 20h50, sur France 5 de 2016 à 2022. À partir de cette date, les films sont diffusés le vendredi soir. Ce rendez-vous représente, avec le Cinéma de minuit, l'essentiel de la programmation cinéma de la chaîne.

## Histoire
En 2016, France 5 décide de redonner une place au cinéma dans ses grilles, notamment le cinéma du patrimoine et les grands films du 7e art (de toutes nationalités). La soirée choisie est celle du lundi et cette case est précédée par une présentation du film par le producteur et ex-agent artistique Dominique Besnehard. C'est d'ailleurs lui-même qui choisit, en accord avec la chaîne, les films qui seront diffusés, des films que, selon ses mots, « il faut avoir vus » .
De janvier 2019 à janvier 2021, la soirée cinéma de France 5 est complétée avec la diffusion en troisième partie de soirée du Cinéma de minuit.
En janvier 2022, France 5 annonce l'arrêt de la diffusion du film le lundi soir, afin de permettre de rajeunir la case d'audience. Place au cinéma est par conséquent déplacé au vendredi.

## Programmation
| Diffusion                                                 | Date | Film                                                                           | Réalisateur                               |
| --------------------------------------------------------- | ---- | ------------------------------------------------------------------------------ | ----------------------------------------- |
| Saison 1 (2016)                                           |      |                                                                                |                                           |
| 2 mai 2016                                                | 1988 | Cinema Paradiso (Nuovo cinema Paradiso)                                        | Giuseppe Tornatore                        |
| 9 mai 2016                                                | 1980 | Le Dernier Métro                                                               | François Truffaut                         |
| 16 mai 2016                                               | 1963 | Mélodie en sous-sol                                                            | Henri Verneuil                            |
| 23 mai 2016                                               | 1972 | César et Rosalie                                                               | Claude Sautet                             |
| 30 mai 2016                                               | 1984 | Un dimanche à la campagne                                                      | Bertrand Tavernier                        |
| 6 juin 2016                                               | 1963 | La Grande Évasion (The Great escape)                                           | John Sturges                              |
| Saison 2 (2016-2017)                                      |      |                                                                                |                                           |
| 29 août 2016                                              | 1996 | Conte d'été                                                                    | Éric Rohmer                               |
| 5 septembre 2016                                          | 1971 | Duel (Duel)                                                                    | Steven Spielberg                          |
| 12 septembre 2016                                         | 1969 | Le Clan des Siciliens                                                          | Henri Verneuil                            |
| 19 septembre 2016                                         | 1967 | Le Bal des vampires (The Fearless Vampire Killers)                             | Roman Polanski                            |
| 26 septembre 2016                                         | 1980 | Mon oncle d'Amérique                                                           | Alain Resnais                             |
| 3 octobre 2016                                            | 1959 | Certains l'aiment chaud (Some Like It Hot)                                     | Billy Wilder                              |
| 10 octobre 2016                                           | 1979 | Manhattan (Manhattan)                                                          | Woody Allen                               |
| 17 octobre 2016                                           | 1986 | Platoon (Platoon)                                                              | Oliver Stone                              |
| 24 octobre 2016                                           | 1960 | À bout de souffle                                                              | Jean-Luc Godard                           |
| 31 octobre 2016                                           | 1991 | Van Gogh                                                                       | Maurice Pialat                            |
| 7 novembre 2016                                           | 1954 | Le crime était presque parfait (Dial M for Murder)                             | Alfred Hitchcock                          |
| 14 novembre 2016                                          | 1978 | Violette Nozière                                                               | Claude Chabrol                            |
| 21 novembre 2016                                          | 1982 | Fanny et Alexandre (Fanny och Alexander)                                       | Ingmar Bergman                            |
| 28 novembre 2016                                          | 1981 | Garde à vue                                                                    | Claude Miller                             |
| 26 décembre 2016 Hommage à Michèle Morgan                 | 1953 | Les Orgueilleux                                                                | Yves Allégret                             |
| 13 mars 2017                                              | 1975 | Monty Python : Sacré Graal ! (Monty Python and the Holy Grail)                 | Terry Gilliam Terry Jones                 |
| 20 mars 2017                                              | 1984 | Amadeus (Amadeus)                                                              | Miloš Forman                              |
| 27 mars 2017                                              | 1960 | Plein Soleil                                                                   | René Clément                              |
| 3 avril 2017                                              | 1978 | Les Moissons du ciel (Days of Heaven)                                          | Terrence Malick                           |
| 10 avril 2017                                             | 1967 | Le Samouraï                                                                    | Jean-Pierre Melville                      |
| 17 avril 2017                                             | 1980 | Raging Bull (Raging Bull)                                                      | Martin Scorsese                           |
| 24 avril 2017                                             | 1953 | Les Vacances de monsieur Hulot                                                 | Jacques Tati                              |
| 1er mai 2017                                              | 1967 | Les Demoiselles de Rochefort                                                   | Jacques Demy                              |
| 8 mai 2017                                                | 1965 | La 317e Section                                                                | Pierre Schoendoerffer                     |
| 15 mai 2017                                               | 1975 | Que la fête commence...                                                        | Bertrand Tavernier                        |
| 22 mai 2017                                               | 1988 | Femmes au bord de la crise de nerfs (Mujeres al borde de un ataque de nervios) | Pedro Almodóvar                           |
| 29 mai 2017                                               | 1960 | La dolce vita (la dolce vita)                                                  | Federico Fellini                          |
| 1er août 2017 Hommage à Jeanne Moreau                     | 1958 | Ascenseur pour l'échafaud                                                      | Louis Malle                               |
| 14 août 2017 Hommage à Claude Rich                        | 1977 | Le Crabe-Tambour                                                               | Pierre Schoendoerffer                     |
| Saison 3 (2017-2018)                                      |      |                                                                                |                                           |
| 11 septembre 2017                                         | 1969 | La Piscine                                                                     | Jacques Deray                             |
| 18 septembre 2017                                         | 1982 | Gandhi (Gandhi)                                                                | Richard Attenborough                      |
| 25 septembre 2017                                         | 1978 | Voyage au bout de l'enfer (The Deer Hunter)                                    | Michael Cimino                            |
| 2 octobre 2017 Hommage à Mireille Darc                    | 1974 | Les Seins de glace                                                             | Georges Lautner                           |
| 9 octobre 2017                                            | 1964 | Cent Mille Dollars au soleil                                                   | Henri Verneuil                            |
| 16 octobre 2017                                           | 1971 | Le Chat                                                                        | Pierre Granier-Deferre                    |
| 23 octobre 2017                                           | 1963 | Le Guépard                                                                     | Luchino Visconti                          |
| 30 octobre 2017                                           | 1957 | Les Sentiers de la gloire (Paths of Glory)                                     | Stanley Kubrick                           |
| 5 mars 2018                                               | 1956 | Et Dieu… créa la femme                                                         | Roger Vadim                               |
| 12 mars 2018                                              | 1982 | Le Retour de Martin Guerre                                                     | Daniel Vigne                              |
| 19 mars 2018                                              | 1984 | Birdy (Birdy)                                                                  | Alan Parker                               |
| 26 mars 2018                                              | 1967 | Les Choses de la vie                                                           | Claude Sautet                             |
| 2 avril 2018                                              | 1961 | West Side Story (West Side Story)                                              | Robert Wise Jerome Robbins                |
| 9 avril 2018                                              | 1955 | Les Diaboliques                                                                | Henri-Georges Clouzot                     |
| 16 avril 2018                                             | 1961 | Les Désaxés (The Misfits)                                                      | John Huston                               |
| 23 avril 2018 Hommage à Stéphane Audran                   | 1992 | Betty                                                                          | Claude Chabrol                            |
| 30 avril 2018                                             | 1988 | Un poisson nommé Wanda (A Fish Called Wanda)                                   | Charles Crichton                          |
| 7 mai 2018                                                | 1988 | Une affaire de femmes                                                          | Claude Chabrol                            |
| 14 mai 2018 Spéciale Cannes                               | 1976 | Monsieur Klein                                                                 | Joseph Losey                              |
| 21 mai 2018 Spéciale Cannes                               | 2018 | La Traversée                                                                   | Romain Goupil Daniel Cohn-Bendit          |
| Saison 4 (2018-2019)                                      |      |                                                                                |                                           |
| 3 septembre 2018                                          | 1952 | Casque d'Or                                                                    | Jacques Becker                            |
| 10 septembre 2018                                         | 1964 | Les Félins                                                                     | René Clément                              |
| 17 septembre 2018                                         | 1974 | L'Horloger de Saint-Paul                                                       | Bertrand Tavernier                        |
| 24 septembre 2018                                         | 1966 | Un homme et une femme                                                          | Claude Lelouch                            |
| 1er octobre 2018                                          | 1982 | Officier et Gentleman (An Officer and a Gentleman)                             | Taylor Hackford                           |
| 8 octobre 2018 Hommage à Charles Aznavour                 | 1961 | Un taxi pour Tobrouk                                                           | Denys de La Patellière                    |
| 15 octobre 2018                                           | 1957 | Douze Hommes en colère (12 angry men)                                          | Sidney Lumet                              |
| 22 octobre 2018                                           | 1950 | Boulevard du crépuscule (Sunset Boulevard)                                     | Billy Wilder                              |
| 29 octobre 2018                                           | 1982 | Mille milliards de dollars                                                     | Henri Verneuil                            |
| 5 novembre 2018                                           | 1964 | Le Journal d'une femme de chambre                                              | Luis Buñuel                               |
| 12 novembre 2018                                          | 1976 | Police Python 357                                                              | Alain Corneau                             |
| 19 novembre 2018                                          | 1967 | Le Lauréat (The Graduate)                                                      | Mike Nichols                              |
| 26 novembre 2018                                          | 1952 | Le train sifflera trois fois (High Noon)                                       | Fred Zinnemann                            |
| 3 décembre 2018 Hommage à Bernardo Bertolucci             | 1987 | Le Dernier Empereur (L'ultimo imperatore)                                      | Bernardo Bertolucci                       |
| 10 décembre 2018                                          | 1977 | L'Homme pressé                                                                 | Édouard Molinaro                          |
| 17 décembre 2018                                          | 1984 | Il était une fois en Amérique (Once Upon a Time in America)                    | Sergio Leone                              |
| 28 janvier 2019 Hommage à Michel Legrand et à Francis Lai | 1981 | Les Uns et les Autres                                                          | Claude Lelouch                            |
| 11 mars 2019                                              | 1982 | Espion, lève-toi                                                               | Yves Boisset                              |
| 18 mars 2019                                              | 1984 | La Déchirure (The Killing Fields)                                              | Roland Joffé                              |
| 25 mars 2019                                              | 1963 | Charade (Charade)                                                              | Stanley Donen                             |
| 1er avril 2019                                            | 1975 | Un après-midi de chien (Dog Day afternoon)                                     | Sidney Lumet                              |
| 8 avril 2019 Hommage à Agnès Varda                        | 1991 | Jacquot de Nantes                                                              | Agnès Varda                               |
| 15 avril 2019                                             | 1976 | Les Hommes du président (All the President's Men)                              | Alan J. Pakula                            |
| 22 avril 2019                                             | 1940 | Le Dictateur (The Great Dictator)                                              | Charlie Chaplin                           |
| 29 avril 2019                                             | 1992 | La Crise                                                                       | Coline Serreau                            |
| 6 mai 2019                                                | 1979 | Buffet froid                                                                   | Bertrand Blier                            |
| 13 mai 2019                                               | 1972 | Délivrance (Deliverance)                                                       | John Boorman                              |
| 20 mai 2019                                               | 1981 | La Femme d'à côté                                                              | François Truffaut                         |
| 27 mai 2019                                               | 1985 | Brazil (Brazil)                                                                | Terry Gilliam                             |
| 12 août 2019 Hommage à Jean-Pierre Mocky                  | 1982 | Y a-t-il un Français dans la salle ?                                           | Jean-Pierre Mocky                         |
| Saison 5 (2019-2020)                                      |      |                                                                                |                                           |
| 2 septembre 2019                                          | 1969 | La Fiancée du pirate                                                           | Nelly Kaplan                              |
| 9 septembre 2019                                          | 1964 | Pas de printemps pour Marnie (Marnie)                                          | Alfred Hitchcock                          |
| 16 septembre 2019                                         | 1975 | Sept Morts sur ordonnance                                                      | Jacques Rouffio                           |
| 23 septembre 2019                                         | 1962 | Lolita (Lolita)                                                                | Stanley Kubrick                           |
| 30 septembre 2019                                         | 1962 | Le Doulos                                                                      | Jean-Pierre Melville                      |
| 7 octobre 2019                                            | 1949 | Jour de fête                                                                   | Jacques Tati                              |
| 14 octobre 2019                                           | 1971 | Max et les Ferrailleurs                                                        | Claude Sautet                             |
| 21 octobre 2019                                           | 1936 | Les Temps modernes (Modern times)                                              | Charlie Chaplin                           |
| 28 octobre 2019                                           | 1975 | Un Sac de billes                                                               | Jacques Doillon                           |
| 4 novembre 2019                                           | 1962 | Lawrence d'Arabie (Lawrence of Arabia)                                         | David Lean                                |
| 11 novembre 2019 Hommage à Marie-José Nat                 | 1974 | Les Violons du bal                                                             | Michel Drach                              |
| 18 novembre 2019                                          | 1983 | L'Argent                                                                       | Robert Bresson                            |
| 25 novembre 2019                                          | 1963 | Le Mépris                                                                      | Jean-Luc Godard                           |
| 2 décembre 2019                                           | 1967 | La Collectionneuse                                                             | Éric Rohmer                               |
| 9 décembre 2019                                           | 1985 | Witness (Witness)                                                              | Peter Weir                                |
| 16 décembre 2019                                          | 1986 | Hannah et ses sœurs (Hannah and Her Sisters)                                   | Woody Allen                               |
| 10 février 2020 Hommage à Kirk Douglas                    | 1980 | Nimitz, retour vers l'enfer (The Final Countdown)                              | Don Taylor                                |
| 2 mars 2020                                               | 1983 | Garçon !                                                                       | Claude Sautet                             |
| 9 mars 2020                                               | 1976 | Taxi Driver (Taxi Driver)                                                      | Martin Scorsese                           |
| 16 mars 2020                                              | 1983 | Tchao Pantin                                                                   | Claude Berri                              |
| 23 mars 2020                                              | 1982 | Tootsie (Tootsie)                                                              | Sydney Pollack                            |
| 30 mars 2020                                              | 1989 | Hiver 54, l'abbé Pierre                                                        | Denis Amar                                |
| 6 avril 2020                                              | 1960 | Rocco et ses frères (Rocco e i suoi fratelli)                                  | Luchino Visconti                          |
| 13 avril 2020                                             | 1984 | Paris, Texas (Paris, Texas)                                                    | Wim Wenders                               |
| 20 avril 2020                                             | 1968 | Bullitt (Bullitt)                                                              | Peter Yates                               |
| 27 avril 2020                                             | 1963 | Symphonie pour un massacre                                                     | Jacques Deray                             |
| 4 mai 2020                                                | 1983 | Christine (Christine)                                                          | John Carpenter                            |
| 11 mai 2020                                               | 1978 | Le Sucre                                                                       | Jacques Rouffio                           |
| 18 mai 2020                                               | 1966 | Un homme et une femme                                                          | Claude Lelouch                            |
| 25 mai 2020 Hommage à Michel Piccoli                      | 1981 | Une étrange affaire                                                            | Claude Miller                             |
| 1er juin 2020 Hommage à Jean-Loup Dabadie                 | 1971 | Max et les Ferrailleurs                                                        | Claude Sautet                             |
| 8 juin 2020                                               | 1972 | État de siège                                                                  | Costa-Gavras                              |
| 15 juin 2020                                              | 1977 | La Menace                                                                      | Alain Corneau                             |
| 22 juin 2020                                              | 1964 | My Fair Lady                                                                   | George Cukor                              |
| 29 juin 2020                                              | 1983 | Mortelle Randonnée                                                             | Claude Miller                             |
| Saison 6 (2020-2021)                                      |      |                                                                                |                                           |
| 31 août 2020                                              | 1991 | Point Break                                                                    | Kathryn Bigelow                           |
| 7 septembre 2020                                          | 1973 | Serpico                                                                        | Sidney Lumet                              |
| 14 septembre 2020                                         | 1976 | Le Corps de mon ennemi                                                         | Henri Verneuil                            |
| 21 septembre 2020                                         | 1986 | Chambre avec vue (A Room with a view)                                          | James Ivory                               |
| 28 septembre 2020 Hommage à Michael Lonsdale              | 2010 | Des hommes et des dieux                                                        | Étienne Comar                             |
| 5 octobre 2020                                            | 1983 | Outsiders (The Outsiders)                                                      | Francis Ford Coppola                      |
| 12 octobre 2020                                           | 1989 | Valmont                                                                        | Miloš Forman                              |
| 19 octobre 2020                                           | 1952 | Chantons sous la pluie (Singin' in the Rain)                                   | Stanley Donen et Gene Kelly               |
| 26 octobre 2020                                           | 1967 | Les Aventuriers                                                                | Robert Enrico                             |
| 2 novembre 2020                                           | 2006 | Le vent se lève                                                                | Ken Loach                                 |
| 9 novembre 2020                                           | 1994 | La Reine Margot                                                                | Patrice Chéreau                           |
| 16 novembre 2020                                          | 1972 | L'aventure c'est l'aventure                                                    | Claude Lelouch                            |
| 23 novembre 2020 Hommage à Daniel Cordier                 | 2013 | Alias Caracalla, au cœur de la Résistance                                      | Alain Tasma                               |
| 30 novembre 2020                                          | 1987 | L'Été en pente douce                                                           | Gérard Krawczyk                           |
| 7 décembre 2020                                           | 1974 | Chinatown                                                                      | Roman Polanski                            |
| 14 décembre 2020                                          | 1991 | Madame Bovary                                                                  | Claude Chabrol                            |
| 4 janvier 2021                                            | 1985 | 37°2 le matin                                                                  | Jean-Jacques Beineix                      |
| 11 janvier 2021                                           | 1992 | Et au milieu coule une rivière                                                 | Robert Redford                            |
| 18 janvier 2021                                           | 1991 | Tous les matins du monde                                                       | Alain Corneau                             |
| 25 janvier 2021                                           | 1983 | Pauline à la plage                                                             | Éric Rohmer                               |
| 1er février 2021                                          | 1982 | Blow Out                                                                       | Brian De Palma                            |
| 8 février 2021                                            | 1976 | La Meilleure Façon de marcher                                                  | Claude Miller                             |
| 15 février 2021 Hommage à Jean-Claude Carrière            | 1990 | Milou en mai                                                                   | Louis Malle                               |
| 22 février 2021                                           | 1989 | Les Aventures du baron de Münchausen (The Adventures of Baron Munchausen)      | Terry Gilliam                             |
| 1er mars 2021                                             | 1971 | Mourir d'aimer Hommage à Annie Girardot 10 ans après sa disparition            | André Cayatte                             |
| 15 mars 2021                                              | 1976 | Network : Main basse sur la télévision (Network)                               | Sidney Lumet                              |
| 20 mars 2021                                              | 1967 | Le Samouraï                                                                    | Jean-Pierre Melville                      |
| 29 mars 2021 Hommage à Bertrand Tavernier                 | 1981 | Coup de torchon                                                                | Bertrand Tavernier                        |
| 5 avril 2021                                              | 1980 | Le Dernier Métro                                                               | François Truffaut                         |
| 12 avril 2021                                             | 1979 | Coup de tête                                                                   | Jean-Jacques Annaud                       |
| 19 avril 2021                                             | 1985 | Rouge Baiser                                                                   | Véra Belmont                              |
| 26 avril 2021                                             | 1981 | Les Chariots de feu (Chariots of Fire)                                         | Hugh Hudson                               |
| 3 mai 2021                                                | 2011 | Cheval de guerre (War Horse)                                                   | Steven Spielberg                          |
| 10 mai 2021                                               | 1991 | Les Nerfs à vif (Cape Fear)                                                    | Martin Scorsese                           |
| 17 mai 2021                                               | 1991 | My Own Private Idaho                                                           | Gus Van Sant                              |
| 24 mai 2021                                               | 1979 | Série noire                                                                    | Alain Corneau                             |
| 31 mai 2021                                               | 1997 | La vie est belle (La vita è bella)                                             | Roberto Benigni                           |
| 7 juin 2021                                               | 1985 | Péril en la demeure                                                            | Michel Deville                            |
| 14 juin 2021                                              | 1985 | Police                                                                         | Maurice Pialat                            |
| 21 juin 2021                                              | 2013 | 12 Years a Slave                                                               | Steve McQueen                             |
| Saison 7 (2021-2022)                                      |      |                                                                                |                                           |
| 8 novembre 2021                                           | 2000 | La Veuve de Saint-Pierre                                                       | Patrice Leconte                           |
| 15 novembre 2021                                          | 1975 | Les Dents de la mer (Jaws)                                                     | Steven Spielberg                          |
| 22 novembre 2021                                          | 1985 | Out of Africa                                                                  | Sydney Pollack                            |
| 6 décembre 2021                                           | 1989 | La Vie et rien d'autre                                                         | Bertrand Tavernier                        |
| 13 décembre 2021                                          | 2000 | Harry, un ami qui vous veut du bien                                            | Dominik Moll                              |
| 3 janvier 2022                                            | 1973 | La Bonne Année                                                                 | Claude Lelouch                            |
| 10 janvier 2022                                           | 1975 | Section spéciale                                                               | Costa-Gavras                              |
| 17 janvier 2022                                           | 1967 | Dans la chaleur de la nuit (In the Heat of the Night) Hommage à Sidney Poitier | Norman Jewison                            |
| 24 janvier 2022                                           | 1992 | IP5 - L'île aux pachydermes Hommage à Jean-Jacques Beineix                     | Jean-Jacques Beineix                      |
| 31 janvier 2022                                           | 1990 | Sailor et Lula (Wild at Heart)                                                 | David Lynch                               |
| 11 février 2022                                           | 1987 | Hope and Glory                                                                 | John Boorman                              |
| 18 février 2022                                           | 1993 | Un jour sans fin (Groundhog Day)                                               | Harold Ramis                              |
| 4 mars 2022                                               | 1976 | Mado                                                                           | Claude Sautet                             |
| 11 mars 2022                                              | 1962 | Vivre sa vie                                                                   | Jean-Luc Godard                           |
| 18 mars 2022                                              | 1995 | Heat                                                                           | Michael Mann                              |
| 25 mars 2022                                              | 1977 | Diabolo menthe                                                                 | Diane Kurys                               |
| 1er avril 2022                                            | 1986 | Mélo                                                                           | Alain Resnais                             |
| 15 avril 2022                                             | 1982 | Les Misérables Hommage à Michel Bouquet                                        | Robert Hossein                            |
| 22 avril 2022                                             | 1977 | Le Crabe-Tambour Hommage à Jacques Perrin                                      | Pierre Schoendoerffer                     |
| 29 avril 2022                                             | 1980 | Cocktail Molotov                                                               | Diane Kurys                               |
| 13 mai 2022                                               | 1966 | Un homme et une femme                                                          | Claude Lelouch                            |
| 20 mai 2022                                               | 1989 | Monsieur Hire                                                                  | Patrice Leconte                           |
| 27 mai 2022                                               | 2018 | En guerre                                                                      | Stéphane Brizé                            |
| 10 juin 2022                                              | 1980 | Les Blues Brothers                                                             | John Landis                               |
| 24 juin 2022                                              | 1985 | Breakfast Club                                                                 | John Hughes                               |
| Saison 8 (2022-2023)                                      |      |                                                                                |                                           |
| 9 septembre 2022                                          | 1991 | Pour Sacha                                                                     | Alexandre Arcady                          |
| 16 septembre 2022                                         | 1960 | À bout de souffle Hommage à Jean-Luc Godard                                    | Jean-Luc Godard                           |
| 30 septembre 2022                                         | 1995 | Raison et Sentiments (Sense and Sensibility)                                   | Ang Lee                                   |
| 7 octobre 2022                                            | 1997 | Bienvenue à Gattaca (Gattaca)                                                  | Andrew Niccol                             |
| 14 octobre 2022                                           | 2003 | Big Fish                                                                       | Tim Burton                                |
| 21 octobre 2022 Soirée Patrick Dewaere                    | 2022 | Patrick Dewaere, mon héros (documentaire)                                      | Alexandre Moix                            |
| 21 octobre 2022 Soirée Patrick Dewaere                    | 1974 | Les Valseuses                                                                  | Bertrand Blier                            |
| 28 octobre 2022                                           | 1993 | Les Vestiges du jour (The Remains of the Day)                                  | James Ivory                               |
| 11 novembre 2022                                          | 1993 | Métisse                                                                        | Mathieu Kassovitz                         |
| 18 novembre 2022                                          | 2017 | Call Me by Your Name                                                           | Luca Guadagnino                           |
| 2 décembre 2022                                           | 1993 | Philadelphia                                                                   | Jonathan Demme                            |
| 9 décembre 2022                                           | 1996 | Jerry Maguire                                                                  | Cameron Crowe                             |
| 16 décembre 2022                                          | 1982 | Tout feu, tout flamme                                                          | Jean-Paul Rappeneau                       |
| 30 décembre 2022                                          | 1999 | Shakespeare in Love                                                            | John Madden                               |
| 6 janvier 2023                                            | 1992 | Riens du tout                                                                  | Cédric Klapisch                           |
| 13 janvier 2023                                           | 1988 | Gorilles dans la brume                                                         | Michael Apted                             |
| 27 janvier 2023                                           | 2003 | Les Sentiments                                                                 | Noémie Lvovsky                            |
| 3 février 2023                                            | 1974 | L'Horloger de Saint-Paul                                                       | Bertrand Tavernier                        |
| 10 février 2023                                           | 1997 | Sept Ans au Tibet (Seven Years in Tibet)                                       | Jean-Jacques Annaud                       |
| 24 février 2023                                           | 1986 | Stand by Me                                                                    | Rob Reiner                                |
| 3 mars 2023                                               | 1986 | Tenue de soirée                                                                | Bertrand Blier                            |
| 10 mars 2023                                              | 2019 | Gloria Mundi                                                                   | Robert Guédiguian                         |
| 24 mars 2023                                              | 1988 | La Lectrice Hommage à Michel Deville                                           | Michel Deville                            |
| 31 mars 2023                                              | 1989 | Né un 4 juillet                                                                | Oliver Stone                              |
| 14 avril 2023                                             | 2019 | Notre dame                                                                     | Valérie Donzelli                          |
| 19 mai 2023                                               | 2020 | Drunk                                                                          | Thomas Vinterberg                         |
| 26 mai 2023                                               | 1999 | Tout sur ma mère (Todo sobre mi madre)                                         | Pedro Almodóvar                           |
| 2 juin 2023                                               | 1980 | Un mauvais fils                                                                | Claude Sautet                             |
| 16 juin 2023                                              | 1982 | Tootsie                                                                        | Sydney Pollack                            |
| 23 juin 2023                                              | 1994 | Trois Couleurs : Rouge                                                         | Krzysztof Kieślowski                      |
| 30 juin 2023                                              | 1970 | Le Cercle rouge                                                                | Jean-Pierre Melville                      |
| 14 juillet 2023                                           | 1985 | L'Effrontée                                                                    | Claude Miller                             |
| 21 juillet 2023                                           | 1979 | La Guerre des polices                                                          | Robin Davis                               |
| 4 août 2023                                               | 1997 | La Cité des enfants perdus                                                     | Marc Caro et Jean-Pierre Jeunet           |
| 11 août 2023                                              | 1986 | Le lieu du crime                                                               | André Téchiné                             |
| 18 août 2023                                              | 1993 | Germinal                                                                       | Claude Berri                              |
| 25 août 2023                                              | 1987 | Good Morning, Vietnam                                                          | Barry Levinson                            |
| Saison 9 (2023-2024)                                      |      |                                                                                |                                           |
| 8 septembre 2023                                          | 2014 | Hippocrate                                                                     | Thomas Lilti                              |
| 22 septembre 2023                                         | 1993 | La Liste de Schindler (Schindler's List)                                       | Steven Spielberg                          |
| 29 septembre 2023                                         | 1987 | Arizona Junior (Raising Arizona)                                               | Joel et Ethan Coen                        |
| 20 octobre 2023                                           | 1975 | Adieu poulet                                                                   | Pierre Granier-Deferre                    |
| 27 octobre 2023                                           | 2016 | Florence Foster Jenkins                                                        | Stephen Frears                            |
| 3 novembre 2023                                           | 1996 | Mars Attacks!                                                                  | Tim Burton                                |
| 17 novembre 2023                                          | 1981 | Garde à vue                                                                    | Claude Miller                             |
| 24 novembre 2023                                          | 1991 | JFK                                                                            | Oliver Stone                              |
| 1er décembre 2023                                         | 1985 | Subway                                                                         | Luc Besson                                |
| 22 décembre 2023                                          | 1990 | Danse avec les loups (Dances with Wolves)                                      | Kevin Costner                             |
| 19 janvier 2024                                           | 2021 | Les Intranquilles                                                              | Joachim Lafosse                           |
| 26 janvier 2024                                           | 1956 | L'Homme qui en savait trop (The Man Who Knew Too Much)                         | Alfred Hitchcock                          |
| 2 février 2024                                            | 1995 | La Cérémonie                                                                   | Claude Chabrol                            |
| 16 février 2024                                           | 1991 | La Liste noire (Guilty by Suspicion)                                           | Irwin Winkler                             |
| 8 mars 2024                                               | 1980 | La Banquière                                                                   | Francis Girod                             |
| 15 mars 2024                                              | 2000 | Merci pour le chocolat                                                         | Claude Chabrol                            |
| 22 mars 2024                                              | 2006 | Indigènes                                                                      | Rachid Bouchareb                          |
| 29 mars 2024                                              | 1973 | Nos plus belles années (The Way We Were)                                       | Sydney Pollack                            |
| 5 avril 2024                                              | 1965 | Pierrot le fou                                                                 | Jean-Luc Godard                           |
| 12 avril 2024                                             | 2005 | Orgueil et Préjugés                                                            | Joe Wright                                |
| 19 avril 2024 Soirée Marcel Pagnol                        | 2022 | Les trésors de Marcel Pagnol (documentaire)                                    | Fabien Béziat                             |
| 19 avril 2024 Soirée Marcel Pagnol                        | 1938 | La Femme du boulanger                                                          | Marcel Pagnol                             |
| 26 avril 2024                                             | 1997 | The Game                                                                       | David Fincher                             |
| 17 mai 2024                                               | 2000 | In the Mood for Love                                                           | Wong Kar-wai                              |
| 24 mai 2024                                               | 1991 | La Belle Noiseuse                                                              | Jacques Rivette                           |
| 31 mai 2024                                               | 1965 | Viva Maria !                                                                   | Louis Malle                               |
| 7 juin 2024                                               | 1989 | Music Box                                                                      | Costa-Gavras                              |
| 21 juin 2024 Soirée hommage à Anouk Aimée                 | 1966 | Un homme et une femme                                                          | Claude Lelouch                            |
| 21 juin 2024 Soirée hommage à Anouk Aimée                 | 2012 | Anouk Aimée, la beauté du geste (documentaire)                                 | Muriel Fils-Trèves et Dominique Besnehard |

## Audiences
| Jour de diffusion    | Film                                                                           | Audience moyenne          | Audience moyenne | Réf.    |
| Jour de diffusion    | Film                                                                           | Nombre de téléspectateurs | PDM              | Réf.    |
| -------------------- | ------------------------------------------------------------------------------ | ------------------------- | ---------------- | ------- |
| Saison 1 (2016)      |                                                                                |                           |                  |         |
| 2 mai 2016           | Cinema Paradiso (Nuovo cinema Paradiso)                                        | 705 000                   | 3,0 %            | [ 4 ]   |
| 9 mai 2016           | Le Dernier Métro                                                               | 738 000                   | 3,2 %            | [ 5 ]   |
| 16 mai 2016          | Mélodie en sous-sol                                                            | 906 000                   | 3,8 %            | [ 6 ]   |
| 23 mai 2016          | César et Rosalie                                                               | 1 285 000                 | 5,5 %            | [ 7 ]   |
| 30 mai 2016          | Un dimanche à la campagne                                                      | 967 000                   | 3,8 %            | [ 8 ]   |
| 6 juin 2016          | La Grande Évasion (The Great escape)                                           | 1 190 000                 | 5,9 %            | [ 9 ]   |
| Saison 2 (2016-2017) |                                                                                |                           |                  |         |
| 29 août 2016         | Conte d'été                                                                    | 553 000                   | 2,4 %            | [ 10 ]  |
| 5 septembre 2016     | Duel (Duel)                                                                    | 545 000                   | 2,3 %            | [ 11 ]  |
| 12 septembre 2016    | Le Clan des Siciliens                                                          | 1 460 000                 | 6,5 %            | [ 12 ]  |
| 19 septembre 2016    | Le Bal des vampires                                                            | 405 000                   | 1,7 %            | [ 13 ]  |
| 26 septembre 2016    | Mon oncle d'Amérique                                                           | 507 000                   | 2,2 %            | [ 14 ]  |
| 3 octobre 2016       | Certains l'aiment chaud (Some Like It Hot)                                     | 1 211 000                 | 5,3 %            | [ 15 ]  |
| 10 octobre 2016      | Manhattan (Manhattan)                                                          | 541 000                   | 2,1 %            | [ 16 ]  |
| 17 octobre 2016      | Platoon (Platoon)                                                              | 900 000                   | 3,8 %            | [ 17 ]  |
| 24 octobre 2016      | À bout de souffle                                                              | 818 000                   | 3,3 %            | [ 18 ]  |
| 31 octobre 2016      | Van Gogh                                                                       | 953 000                   | 4,8 %            | [ 19 ]  |
| 7 novembre 2016      | Le crime était presque parfait (Dial M for Murder)                             | 1 216 000                 | 4,9 %            | [ 20 ]  |
| 14 novembre 2016     | Violette Nozière                                                               | 1 249 000                 | 5,1 %            | [ 21 ]  |
| 21 novembre 2016     | Fanny et Alexandre (Fanny och Alexander)                                       | 708 000                   | 3,5 %            | [ 22 ]  |
| 28 novembre 2016     | Garde à vue                                                                    | 1 089 000                 | 4,3 %            | [ 23 ]  |
| 26 décembre 2016     | Les Orgueilleux                                                                | 821 000                   | 3,5 %            | *       |
| 13 mars 2017         | Monty Python : Sacré Graal ! (Monty Python and the Holy Grail)                 | 981 000                   | 4,0 %            | [ 25 ]  |
| 20 mars 2017         | Amadeus (Amadeus)                                                              | 634 000                   | 2,8 %            | [ 26 ]  |
| 27 mars 2017         | Plein Soleil                                                                   | 677 000                   | 2,9 %            | [ 27 ]  |
| 3 avril 2017         | Les Moissons du ciel (Days of Heaven)                                          | 1 714 000                 | 7,0 %            | [ 28 ]  |
| 10 avril 2017        | Le Samouraï                                                                    | 896 000                   | 3,7 %            | [ 29 ]  |
| 17 avril 2017        | Raging Bull (Raging Bull)                                                      | 451 000                   | 2,0 %            | [ 30 ]  |
| 24 avril 2017        | Les Vacances de monsieur Hulot                                                 | 756 000                   | 3,0 %            | [ 31 ]  |
| 1er mai 2017         | Les Demoiselles de Rochefort                                                   | 1 011 000                 | 4,1 %            | [ 32 ]  |
| 8 mai 2017           | La 317e Section                                                                | 903 000                   | 3,5 %            | [ 33 ]  |
| 15 mai 2017          | Que la fête commence...                                                        | 1 075 000                 | 4,6 %            | [ 34 ]  |
| 22 mai 2017          | Femmes au bord de la crise de nerfs (Mujeres al borde de un ataque de nervios) | 740 000                   | 3,1 %            | [ 35 ]  |
| 29 mai 2017          | La dolce vita (la dolce vita)                                                  | 415 000                   | 2,1 %            | [ 36 ]  |
| 1er août 2017        | Ascenseur pour l'échafaud                                                      | 1 205 000                 | 5,9 %            | [ 37 ]  |
| 14 août 2017         | Le Crabe-Tambour                                                               | 1 001 000                 | 5,8 %            | [ 38 ]  |
| Saison 3 (2017-2018) |                                                                                |                           |                  |         |
| 11 septembre 2017    | La Piscine                                                                     | 830 000                   | 3,7 %            | [ 39 ]  |
| 18 septembre 2017    | Gandhi (Gandhi)                                                                | 556 000                   | 2,8 %            | [ 40 ]  |
| 25 septembre 2017    | Voyage au bout de l'enfer (The Deer Hunter)                                    | 786 000                   | 3,9 %            | [ 41 ]  |
| 2 octobre 2017       | Les Seins de glace                                                             | 1 173 000                 | 4,7 %            | [ 42 ]  |
| 9 octobre 2017       | Cent Mille Dollars au soleil                                                   | 809 000                   | 3,4 %            | [ 43 ]  |
| 16 octobre 2017      | Le Chat                                                                        | 1 161 000                 | 4,8 %            | [ 44 ]  |
| 23 octobre 2017      | Le Guépard                                                                     | 641 000                   | 3,1 %            | [ 45 ]  |
| 30 octobre 2017      | Les Sentiers de la gloire (Paths of Glory)                                     | 937 000                   | 3,8 %            | [ 46 ]  |
| 5 mars 2018          | Et Dieu… créa la femme                                                         | 802 000                   | 3,3 %            | [ 47 ]  |
| 12 mars 2018         | Le Retour de Martin Guerre                                                     | 714 000                   | 3,0 %            | [ 48 ]  |
| 19 mars 2018         | Birdy (Birdy)                                                                  | 624 000                   | 2,6 %            | [ 49 ]  |
| 26 mars 2018         | Les Choses de la vie                                                           | 883 000                   | 3,5 %            | [ 50 ]  |
| 2 avril 2018         | West Side Story (West Side Story)                                              | 482 000                   | 2,2 %            | [ 51 ]  |
| 9 avril 2018         | Les Diaboliques                                                                | 765 000                   | 3,1 %            | [ 52 ]  |
| 16 avril 2018        | Les Désaxés (The Misfits)                                                      | 574 000                   | 2,4 %            | [ 53 ]  |
| 23 avril 2018        | Betty                                                                          | 703 000                   | 3,0 %            | [ 54 ]  |
| 30 avril 2018        | Un poisson nommé Wanda (A Fish Called Wanda)                                   | 853 000                   | 3,6 %            | [ 55 ]  |
| 7 mai 2018           | Une affaire de femmes                                                          | 1 006 000                 | 4,8 %            | [ 56 ]  |
| 14 mai 2018          | Monsieur Klein                                                                 | 858 000                   | 3,7 %            | [ 57 ]  |
| 21 mai 2018          | La Traversée                                                                   | 691 000                   | 3,2 %            | [ 58 ]  |
| Saison 4 (2018-2019) |                                                                                |                           |                  |         |
| 3 septembre 2018     | Casque d'Or                                                                    | 658 000                   | 3,0 %            | [ 59 ]  |
| 10 septembre 2018    | Les Félins                                                                     | 838 000                   | 3,8 %            | [ 60 ]  |
| 17 septembre 2018    | L'Horloger de Saint-Paul                                                       | 1 046 000                 | 4,7 %            | [ 61 ]  |
| 24 septembre 2018    | Un homme et une femme                                                          | 781 000                   | 3,4 %            | [ 62 ]  |
| 1er octobre 2018     | Officier et Gentleman (An Officer and a Gentleman)                             | 440 000                   | 1,9 %            | [ 63 ]  |
| 8 octobre 2018       | Un taxi pour Tobrouk                                                           | 1 387 000                 | 5,9 %            | [ 64 ]  |
| 15 octobre 2018      | Douze Hommes en colère (12 angry men)                                          | 1 039 000                 | 4,4 %            | [ 65 ]  |
| 22 octobre 2018      | Boulevard du crépuscule (Sunset Boulevard)                                     | 634 000                   | 2,6 %            | [ 66 ]  |
| 29 octobre 2018      | Mille milliards de dollars                                                     | 963 000                   | 4,2 %            | [ 67 ]  |
| 5 novembre 2018      | Le Journal d'une femme de chambre                                              | 779 000                   | 3,2 %            | [ 68 ]  |
| 12 novembre 2018     | Police Python 357                                                              | 1 010 000                 | 4,5 %            | [ 69 ]  |
| 19 novembre 2018     | Le Lauréat (The Graduate)                                                      | 671 000                   | 2,8 %            | [ 70 ]  |
| 26 novembre 2018     | Le train sifflera trois fois (High Noon)                                       | 1 254 000                 | 5,0 %            | [ 71 ]  |
| 3 décembre 2018      | Le Dernier Empereur (L'ultimo imperatore)                                      | 537 000                   | 2,6 %            | [ 72 ]  |
| 10 décembre 2018     | L'Homme pressé                                                                 | 566 000                   | 2,3 %            | [ 73 ]  |
| 17 décembre 2018     | Il était une fois en Amérique (Once Upon a Time in America)                    | 938 000                   | 5,5 %            | [ 74 ]  |
| 28 janvier 2019      | Les Uns et les Autres                                                          | 982 000                   | 4,2 %            | [ 75 ]  |
| 11 mars 2019         | Espion, lève-toi                                                               | 816 000                   | 3,5 %            | [ 76 ]  |
| 18 mars 2019         | La Déchirure (The Killing Fields)                                              | 624 000                   | 2,9 %            | [ 77 ]  |
| 25 mars 2019         | Charade (Charade)                                                              | 1 096 000                 | 4,6 %            | [ 78 ]  |
| 1er avril 2019       | Un après-midi de chien (Dog Day afternoon)                                     | 808 000                   | 3,6 %            | [ 79 ]  |
| 8 avril 2019         | Jacquot de Nantes                                                              | 479 000                   | 2,1 %            | [ 80 ]  |
| 15 avril 2019        | Les Hommes du président (All the President's Men)                              | 588 000                   | 2,5 %            | [ 81 ]  |
| 22 avril 2019        | Le Dictateur (The Great Dictator)                                              | 713 000                   | 3,4 %            | [ 82 ]  |
| 29 avril 2019        | La Crise                                                                       | 694 000                   | 3,2 %            | [ 83 ]  |
| 6 mai 2019           | Buffet froid                                                                   | 1 044 000                 | 4,8 %            | [ 84 ]  |
| 13 mai 2019          | Délivrance (Deliverance)                                                       | 1 139 000                 | 5,2 %            | [ 85 ]  |
| 20 mai 2019          | La Femme d'à côté                                                              | 1 070 000                 | 4,8 %            | [ 86 ]  |
| 27 mai 2019          | Brazil (Brazil)                                                                | 405 000                   | 1,9 %            | [ 87 ]  |
| 12 août 2019         | Y a-t-il un Français dans la salle ?                                           | 897 000                   | 4,9 %            | [ 88 ]  |
| Saison 5 (2019-2020) |                                                                                |                           |                  |         |
| 2 septembre 2019     | La Fiancée du pirate                                                           | 862 000                   | 4,1 %            | [ 89 ]  |
| 9 septembre 2019     | Pas de printemps pour Marnie (Marnie)                                          | 888 000                   | 4,5 %            | [ 90 ]  |
| 16 septembre 2019    | Sept Morts sur ordonnance                                                      | 580 000                   | 2,7 %            | [ 91 ]  |
| 23 septembre 2019    | Lolita (Lolita)                                                                | 350 000                   | 1,8 %            | [ 92 ]  |
| 30 septembre 2019    | Le Doulos                                                                      | 1 012 000                 | 4,6 %            | [ 93 ]  |
| 7 octobre 2019       | Jour de fête                                                                   | 648 000                   | 2,8 %            | [ 94 ]  |
| 14 octobre 2019      | Max et les Ferrailleurs                                                        | 936 000                   | 4,0 %            | [ 95 ]  |
| 21 octobre 2019      | Les Temps modernes (Modern times)                                              | 627 000                   | 2,6 %            | [ 96 ]  |
| 28 octobre 2019      | Un Sac de billes                                                               | 667 000                   | 2,9 %            | [ 97 ]  |
| 4 novembre 2019      | Lawrence d'Arabie (Lawrence of Arabia)                                         | 684 000                   | 4,0 %            | [ 98 ]  |
| 11 novembre 2019     | Les Violons du bal                                                             | 620 000                   | 2,7 %            | [ 99 ]  |
| 18 novembre 2019     | L'Argent                                                                       | 579 000                   | 2,4 %            | [ 100 ] |
| 25 novembre 2019     | Le Mépris                                                                      | 615 000                   | 2,6 %            | [ 101 ] |
| 2 décembre 2019      | La Collectionneuse                                                             | 416 000                   | 1,7 %            | [ 102 ] |
| 9 décembre 2019      | Witness (Witness)                                                              | 969 000                   | 4,0 %            | [ 103 ] |
| 16 décembre 2019     | Hannah et ses sœurs (Hannah and Her Sisters)                                   | 803 000                   | 3,5 %            | [ 104 ] |
| 10 février 2020      | Nimitz, retour vers l'enfer (The Final Countdown)                              | 1 169 000                 | 5,3 %            | [ 105 ] |
| 2 mars 2020          | Garçon !                                                                       | 1 157 000                 | 5,0 %            | [ 106 ] |
| 9 mars 2020          | Taxi Driver (Taxi Driver)                                                      | 792 000                   | 3,4 %            | [ 107 ] |
| 16 mars 2020         | Tchao Pantin                                                                   | 1 070 000                 | 3,8 %            | [ 108 ] |
| 23 mars 2020         | Tootsie (Tootsie)                                                              | 948 000                   | 3,7 %            | [ 109 ] |
| 30 mars 2020         | Hiver 54, l'abbé Pierre                                                        | 1 208 000                 | 4,5 %            | [ 110 ] |
| 6 avril 2020         | Rocco et ses frères (Rocco e i suoi fratelli)                                  | 737 000                   | 3,4 %            | [ 111 ] |
| 13 avril 2020        | Paris, Texas                                                                   | 863 000                   | 3,2 %            | [ 112 ] |
| 20 avril 2020        | Bullitt                                                                        | 1 910 000                 | 7,2 %            | [ 113 ] |
| 27 avril 2020        | Symphonie pour un massacre                                                     | 1 289 000                 | 4,9 %            | [ 114 ] |
| 4 mai 2020           | Christine                                                                      | 1 124 000                 | 4,3 %            | [ 115 ] |
| 11 mai 2020          | Le Sucre                                                                       | 994 000                   | 3,9 %            | [ 116 ] |
| 18 mai 2020          | Un homme et une femme                                                          | 921 000                   | 3,8 %            | [ 117 ] |
| 25 mai 2020          | Une étrange affaire                                                            | 1 644 000                 | 6,7 %            | [ 118 ] |
| 1er juin 2020        | Max et les Ferrailleurs                                                        | 1 807 000                 | 7,9 %            | [ 119 ] |
| 8 juin 2020          | État de siège                                                                  | 844 000                   | 3,9 %            | [ 120 ] |
| 15 juin 2020         | La Menace                                                                      | 1 806 000                 | 7,5 %            | [ 121 ] |
| 22 juin 2020         | My Fair Lady                                                                   | 974 000                   | 5,1 %            | [ 122 ] |
| 29 juin 2020         | Mortelle Randonnée                                                             | 1 677 000                 | 7,7 %            | [ 123 ] |
| Saison 6 (2020-2021) |                                                                                |                           |                  |         |
| 31 août 2020         | Point Break                                                                    | 789 000                   | 3,6 %            | [ 124 ] |
| 7 septembre 2020     | Serpico                                                                        | 884 000                   | 3,9 %            | [ 125 ] |
| 14 septembre 2020    | Le Corps de mon ennemi                                                         | 1 283 000                 | 5,8 %            | [ 126 ] |
| 21 septembre 2020    | Chambre avec vue                                                               | 643 000                   | 2,9 %            | [ 127 ] |
| 28 septembre 2020    | Des hommes et des dieux                                                        | 773 000                   | 3,4 %            | [ 128 ] |
| 5 octobre 2020       | Outsiders                                                                      | 385 000                   | 1,6 %            | [ 129 ] |
| 12 octobre 2020      | Valmont                                                                        | 560 000                   | 2,6 %            | [ 130 ] |
| 19 octobre 2020      | Chantons sous la pluie (Singin' in the Rain)                                   | 849 000                   | 3,5 %            | [ 131 ] |
| 26 octobre 2020      | Les Aventuriers                                                                | 798 000                   | 3,3 %            | [ 132 ] |
| 2 novembre 2020      | Le vent se lève                                                                | 967 000                   | 4 %              | [ 133 ] |
| 9 novembre 2020      | La Reine Margot                                                                | 710 000                   | 3,3 %            | [ 134 ] |
| 16 novembre 2020     | L'aventure c'est l'aventure                                                    | 1 311 000                 | 5,5 %            | [ 135 ] |
| 23 novembre 2020     | Alias Caracalla, au cœur de la Résistance                                      | 527 000                   | 2,1 %            | [ 136 ] |
| 30 novembre 2020     | L'Été en pente douce                                                           | 1 236 000                 | 5,1 %            | [ 137 ] |
| 7 décembre 2020      | Chinatown                                                                      | 1 026 000                 | 4,4 %            | [ 138 ] |
| 14 décembre 2020     | Madame Bovary                                                                  | 501 000                   | 2,2 %            | [ 139 ] |
| 4 janvier 2021       | 37°2 le matin                                                                  | 976 000                   | 4,1 %            | [ 140 ] |
| 11 janvier 2021      | Et au milieu coule une rivière                                                 | 991 000                   | 4,3 %            | [ 141 ] |
| 18 janvier 2021      | Tous les matins du monde                                                       | 773 000                   | 3,3 %            | [ 142 ] |
| 25 janvier 2021      | Pauline à la plage                                                             | 923 000                   | 3,9 %            | [ 143 ] |
| 1er février 2021     | Blow Out                                                                       | 1 351 000                 | 5,7 %            | [ 144 ] |
| 8 février 2021       | La Meilleure Façon de marcher                                                  | 495 000                   | 2 %              | [ 145 ] |
| 15 février 2021      | Milou en mai                                                                   | 957 000                   | 4,1 %            | [ 146 ] |
| 1er mars 2021        | Mourir d'aimer                                                                 | 913 000                   | 4,1 %            | [ 147 ] |
| 15 mars 2021         | Network : Main basse sur la télévision                                         | 340 000                   | 1,5 %            | [ 148 ] |
| 22 mars 2021         | Le Samouraï                                                                    | 897 000                   | 3,8 %            | [ 149 ] |
| 29 mars 2021         | Coup de torchon                                                                | 1 510 000                 | 6,4 %            | [ 150 ] |
| 5 avril 2021         | Le Dernier Métro                                                               | 755 000                   | 3,1 %            | [ 151 ] |
| 12 avril 2021        | Coup de tête                                                                   | 784 000                   | 3,1 %            | [ 152 ] |
| 19 avril 2021        | Rouge Baiser                                                                   | 785 000                   | 3,3 %            | [ 153 ] |
| 26 avril 2021        | Les Chariots de feu                                                            | 1 053 000                 | 4,4 %            | [ 154 ] |
| 3 mai 2021           | Cheval de guerre                                                               | 1 120 000                 | 5 %              | [ 155 ] |
| 10 mai 2021          | Les Nerfs à vif                                                                | 914 000                   | 4 %              | [ 156 ] |
| 17 mai 2021          | My Own Private Idaho                                                           | 416 000                   | 1,8 %            | [ 157 ] |
| 24 mai 2021          | Série noire                                                                    | 792 000                   | 3,5 %            | [ 158 ] |
| 31 mai 2021          | La vie est belle                                                               | 698 000                   | 3,2 %            | [ 159 ] |
| 7 juin 2021          | Péril en la demeure                                                            | 1 214 000                 | 5,6 %            | [ 160 ] |
| 14 juin 2021         | Police                                                                         | 806 000                   | 3,9 %            | [ 161 ] |
| 21 juin 2021         | 12 Years a Slave                                                               | 885 000                   | 4,2 %            | [ 162 ] |
| Saison 7 (2021-2022) |                                                                                |                           |                  |         |
| 8 novembre 2021      | La Veuve de Saint-Pierre                                                       | 369 000                   | 1,7 %            | [ 163 ] |
| 15 novembre 2021     | Les Dents de la mer                                                            | 840 000                   | 3,8 %            | [ 164 ] |
| 22 novembre 2021     | Out of Africa                                                                  | 807 000                   | 4 %              | [ 165 ] |
| 6 décembre 2021      | La Vie et rien d'autre                                                         | 867 000                   | 4,2 %            | [ 166 ] |
| 13 décembre 2021     | Harry, un ami qui vous veut du bien                                            | 602 000                   | 2,9 %            | [ 167 ] |
| 3 janvier 2022       | La Bonne Année                                                                 | 1 373 000                 | 6,8 %            | [ 168 ] |
| 10 janvier 2022      | Section spéciale                                                               | 761 000                   | 3,6 %            | [ 169 ] |
| 17 janvier 2022      | Dans la chaleur de la nuit                                                     | 975 000                   | 4,6 %            | [ 170 ] |
| 24 janvier 2022      | IP5 : L'Île aux pachydermes                                                    | 540 000                   | 2,6 %            | [ 171 ] |
| 31 janvier 2022      | Sailor et Lula (Wild at Heart)                                                 | 621 000                   | 3 %              | [ 172 ] |
| 11 février 2022      | Hope and Glory                                                                 | 934 000                   | 4,7 %            | [ 173 ] |
| 18 février 2022      | Un jour sans fin (Groundhog Day)                                               | 1 250 000                 | 6,4 %            | [ 174 ] |
| 25 mars 2022         | Diabolo menthe                                                                 | 933 000                   | 4,7 %            | [ 175 ] |
| 1er avril 2022       | Mélo                                                                           | 674 000                   | 3,2 %            | [ 176 ] |
| 15 avril 2022        | Les Misérables                                                                 | 801 000                   | 5 %              | [ 177 ] |
| 22 avril 2022        | Le Crabe-Tambour                                                               | 1 019 000                 | 5,3 %            | [ 178 ] |
| 29 avril 2022        | Cocktail Molotov                                                               | 537 000                   | 2,7 %            | [ 179 ] |
| 13 mai 2022          | Un homme et une femme                                                          | 644 000                   | 3,5 %            | [ 180 ] |
| 20 mai 2022          | Monsieur Hire                                                                  | 565 000                   | 3,1 %            | [ 181 ] |
| 27 mai 2022          | En guerre                                                                      | 515 000                   | 2,8 %            | [ 182 ] |
| 10 juin 2022         | Les Blues Brothers                                                             | 723 000                   | 3,9 %            | [ 183 ] |
| 24 juin 2022         | Breakfast Club                                                                 | 523 000                   | 2,8 %            | [ 184 ] |
| Saison 9 (2022-2023) |                                                                                |                           |                  |         |
| 9 septembre 2022     | Pour Sacha                                                                     | 559 000                   | 3 %              | [ 185 ] |
| 16 septembre 2022    | À bout de souffle                                                              | 553 000                   | 2,9 %            | [ 186 ] |
| 30 septembre 2022    | Raison et Sentiments                                                           | 921 000                   | 5,2 %            | [ 187 ] |
| 7 octobre 2022       | Bienvenue à Gattaca (Gattaca)                                                  | 814 000                   | 4,3 %            | [ 188 ] |
| 14 octobre 2022      | Big Fish                                                                       | 585 000                   | 3,2 %            | [ 189 ] |
| 21 octobre 2022      | Patrick Dewaere, mon héros (documentaire)                                      | 1 333 000                 | 6,9 %            | [ 190 ] |
| 28 octobre 2022      | Les Vestiges du jour (The Remains of the Day)                                  | 805 000                   | 4,5 %            | [ 191 ] |
| 11 novembre 2022     | Métisse                                                                        | 456 000                   | 2,3 %            | [ 192 ] |
| 18 novembre 2022     | Call Me by Your Name                                                           | 845 000                   | 4,4 %            | [ 193 ] |
| 2 décembre 2022      | Philadelphia                                                                   | 892 000                   | 4,6 %            | [ 194 ] |
| 9 décembre 2022      | Jerry Maguire                                                                  | 566 000                   | 2,7 %            | [ 195 ] |
| 16 décembre 2022     | Tout feu, tout flamme                                                          | 989 000                   | 5 %              | [ 196 ] |
| 30 décembre 2022     | Shakespeare in Love                                                            | 640 000                   | 3,1 %            | [ 197 ] |
| 6 janvier 2023       | Riens du tout                                                                  | 1 081 000                 | 5,4 %            | [ 198 ] |
| 13 janvier 2023      | Gorilles dans la brume                                                         | 607 000                   | 3,3 %            | [ 199 ] |
| 27 janvier 2023      | Les Sentiments                                                                 | 1 082 000                 | 5,4 %            | [ 200 ] |
| 10 février 2023      | Sept Ans au Tibet (Seven Years in Tibet)                                       | 980 000                   | 5,3 %            | [ 201 ] |
| 24 février 2023      | Stand by Me                                                                    | 839 000                   | 4,2 %            | [ 202 ] |
| 3 mars 2023          | Tenue de soirée                                                                | 836 000                   | 4,1 %            | [ 203 ] |
| 10 mars 2023         | Gloria Mundi                                                                   | 979 000                   | 5,2 %            | [ 204 ] |
| 24 mars 2023         | La Lectrice                                                                    | 496 000                   | 2,3 %            | [ 205 ] |
| 14 avril 2023        | Notre dame                                                                     | 854 000                   | 4,4 %            | [ 206 ] |
| 19 mai 2023          | Drunk                                                                          | 606 000                   | 3,4 %            | [ 207 ] |
| 26 mai 2023          | Tout sur ma mère (Todo sobre mi madre)                                         | 689 000                   | 3,9 %            | [ 208 ] |
| 2 juin 2023          | Un mauvais fils                                                                | 849 000                   | 4,9 %            | [ 209 ] |
| 16 juin 2023         | Tootsie                                                                        | 472 000                   | 2,7 %            | [ 210 ] |
| 23 juin 2023         | Trois Couleurs : Rouge                                                         | 492 000                   | 3,1 %            | [ 211 ] |
| 30 juin 2023         | Le Cercle rouge                                                                | 1 114 000                 | 7 %              | [ 212 ] |
| 14 juillet 2023      | L'Effrontée                                                                    | 696 000                   | 4,7 %            | [ 213 ] |
| 21 juillet 2023      | La Guerre des polices                                                          | 1 067 000                 | 6,8 %            | [ 214 ] |
| 4 août 2023          | La Cité des enfants perdus                                                     | 501 000                   | 3 %              | [ 215 ] |
| 11 août 2023         | Le Lieu du crime                                                               | 842 000                   | 5,7 %            | [ 216 ] |
| 18 août 2023         | Germinal                                                                       | 641 000                   | 4,7 %            | [ 217 ] |
| 25 août 2023         | Good Morning, Vietnam                                                          | 736 000                   | 4,6 %            | [ 218 ] |

Légende :
En fond vert  = Les plus hauts chiffres d'audiences/PDA de la saison (total en gras)
En fond rouge = Les plus bas chiffres d'audiences/PDA de la saison (total en gras)